# Toivo Hyytiäinen

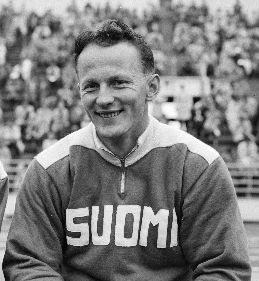
Toivo Hyytiäinen bei den Olympischen Spielen 1952

Toivo Armas Hyytiäinen (* 12. November 1925 in Saarijärvi; † 21. Oktober 1978 ebenda) war ein finnischer Speerwerfer.
Bei den Olympischen Spielen 1952 in Helsinki gewann er die Bronzemedaille hinter den US-Amerikanern Cy Young und Bill Miller. Zwei Jahre zuvor gewann er Gold bei den Leichtathletik-Europameisterschaften in Brüssel vor den Schweden Per-Arne Berglund und Ragnar Ericzon.